# Cavagnera
Cavagnera è una frazione del comune italiano di Vidigulfo posta in aperta campagna a nord del centro abitato. Costituì un comune autonomo fino al 1872.

## Storia
Cavagnera era un piccolo centro abitato del milanese di antica origine, compreso nel feudo di Landriano. Al censimento del 1751 la località fece registrare 232 residenti, saliti a 274 nel 1805.
L'attuale collocazione in Provincia di Pavia è il frutto delle riforme illuministe del governo austriaco. Il primo decreto in tal senso fu emanato dall'imperatore Giuseppe II nel 1786, ma venne revocato cinque anni dopo. La misura divenne invece definitiva dal 1815, in concomitanza con la proclamazione del Regno Lombardo-Veneto.
L'abitato conobbe una discreta crescita per un villaggio agricolo, tanto da far registrare 542 anime nel 1853, scese però a 350 nel 1859, e addirittura a 310 nel 1871. Il villaggio infatti, con la rivoluzione industriale subì pesantemente la concorrenza dei centri vicini, tanto che il municipio fu poi definitivamente soppresso il 1º novembre 1872 su decreto di Vittorio Emanuele II, venendo annesso a Vidigulfo.